# Sōkyū no Fafner
Sōkyū no Fafner (蒼穹のファフナー, Dead Aggressor, Fafner de l'Azur) est une franchise d'anime produite par Nobuyoshi Habara et réalisée par le studio Xebec.

## Synopsis
Sur une petite île japonaise isolée de tout, la vie semble s'écouler tranquillement jusqu'au jour où une entité gigantesque inconnue fait son apparition non loin de là et commence à attaquer l'île. Seuls les enfants ne comprennent pas ce qui se passe et sont rapidement évacués dans des abris souterrains. Les adultes quant à eux, savent comment réagir. En quelques instants, des champs de force sont activés autour de l'île et un véritable arsenal de guerre caché au milieu de la ville est déployé afin de faire face à cette entité qu'ils nomment Festum.
Attaquées par une espèce mystérieuse, les Festums, la quasi-totalité des nations ont disparu. Parmi les rares populations survivantes, il en est une qui vit sur une île paisible. Celle-ci est peuplée d'adultes cherchant à combattre les Festums, et d'enfants à qui l'on cache la vérité. Mais une fois la bataille commencée, c'est la vie de tous les habitants qui s'en retrouvent bouleversés. Tout l'espoir de cette population réside dans le Fafner, l'arme ultime contre les Festums, développé sur l'île, et dont les enfants ont été modifiés afin de pouvoir le piloter...

## Anime

### Soukyū no Fafner Dead Aggressor
- Titre original : 蒼穹のファフナー Dead Aggressor
- Année de sortie : 2004
- Format : série animée télévisée
- Durée : 25 épisodes (dont un double épisode final) de 24 minutes
- Première diffusion ( Japon) : 4 juillet 2004 (TV Tokyo)
- Dernière diffusion ( Japon) : 26 décembre 2004 (double épisode 25-26)
- Réalisateur : Nobuyoshi Habara
- Auteurs (scripts) : Kazuki Yamanobe, Tow Ubukata
- Character designer : Hisashi Hirai
- Studio d'animation : Xebec
- Production : Xebec

Première série animée et saison de la franchise.

### Soukyū no Fafner Dead Aggressor: Single Program: Right of Left
- Titre original : 蒼穹のファフナー RIGHT OF LEFT ～single program～
- Année de sortie : 2005
- Format : OAV
- Durée : court-métrage de 51 minutes

Antépisode dont l'histoire se déroule plusieurs mois avant le début de la série, alors qu'est tenté un plan de dernier recours pour la survie de l'île.

### Soukyū no Fafner Dead Aggressor: Arcadian Memory
- Titre original : 蒼穹のファフナー Arcadian Memory
- Année de sortie : 2005
- Format : OAV
- Durée : 2 courts-métrages de 32 minutes

L'histoire est un résumé de la première série animée.

### Soukyū no Fafner Dead Aggressor: Heaven and Earth
- Titre original : 蒼穹のファフナー HEAVEN AND EARTH
- Année de sortie : 2010
- Format : film d'animation
- Durée : 1h30

L'histoire se déroule deux ans après la fin de la première saison, alors que l'ennemi attaque à nouveau.

### Soukyū no Fafner Dead Aggressor: Exodus
- Titre original : 蒼穹のファフナー EXODUS
- Année de sortie : 2015
- Format : série animée télévisée en deux saisons et un spécial
- Durée : 13 épisodes de 24 minutes (première saison) ; 13 épisodes de 24 minutes (seconde saison) ; épisode de 35 minutes (spécial)
  - Soukyū no Fafner Dead Aggressor : Exodus (蒼穹のファフナー EXODUS?) : première saison.
  - Soukyū no Fafner Dead Aggressor : Exodus saison 2 (蒼穹のファフナー EXODUS 2nd season?) : seconde saison.
  - Soukyū no Fafner Dead Aggressor : Exodus - Special (蒼穹のファフナー EXODUS SP?) : version longue et alternative du premier épisode de la première saison éponyme.

L'histoire se déroule deux ans et demi après le film Heaven and Earth.

### Soukyū no Fafner Dead Aggressor: The Beyond
- Titre original : 蒼穹のファフナー THE BEYOND
- Année de sortie : 2019
- Format : série animée télévisée / film d'animation (avant-première)
- Durée : 12 épisodes / 3 films (avant-première)

L'histoire se déroule cinq ans après Exodus.

## Thèmes
À travers une histoire de mecha, Soukyū no Fafner traite de thèmes tels que la vie, la mort, le concept de néant et d'existence, le dialogue avec l'inconnu...
Si la série peut sembler sous certains aspects proche des séries Mobile Suit Gundam SEED et Mobile Suit Gundam SEED DESTINY (autres anime de mecha originaux sur lesquels a également travaillé Hisashi Hirai), elle a son caractère propre.